# Lydia Leemann
Lydia Leemann (* 13. Juni 1885 in Hottingen (heute Gemeinde Zürich); † 5. Dezember 1979 in Uetikon am See) war von 1924 bis 1940 Oberin der Schweizerischen Pflegerinnenschule mit Frauenspital in Zürich (SPZ) und wurde vom Schweizerischen Roten Kreuz (SRK) 1950 als erste Frau mit der Ehrenmitgliedschaft gewürdigt.

## Leben
Leemann wurde als Tochter des Kaufmanns Hermann Leemann und von Maria Leemann, geb. Bindschedler, geboren. Sie blieb ledig.
Einem Besuch der höheren Töchterschule und des Lehrerinnenseminars in Zürich schloss sich das Studium der Pädagogik, Psychologie und Ethik an der Universität Zürich an mit einem Dr. phil. I als Abschluss.
In den Jahren von 1924 bis 1940 übernahm sie als Oberin der Schweizerischen Pflegerinnenschule mit Frauenspital in Zürich (SPZ) die Leitung der dortigen Ausbildung, was einerseits einen grossen Wechsel von ihrer vorherigen Tätigkeit als Mittelschullehrerin bedeutete, andererseits brachte sie aber dementsprechend das nötige didaktische Rüstzeug mit. Ihr verdankt die pflegerische Ausbildung die Einführung von Blockkursen vor dem Einstieg der Krankenschwestern in den praktischen Teil der Arbeit. Ausserdem setzte sie sich ein für die Verbesserung der Arbeitsbedingungen, die Alters- und Invaliditätsvorsorge sowie die Einführung eines Normarbeitsvertrags.
Ab 1940 fungierte sie bis 1947 als Leiterin der Beratungsstelle für Schwestern an der SPZ und übernahm ausserdem das Amt als Präsidentin der Kommission für Schwestern- und Pflegerfragen der Vereinigung Schweizerischer Krankenhäuser (VESKA, heute H+). Des Weiteren war sie Mitglied der Kommission für Krankenpflege des Schweizerischen Roten Kreuzes (SRK), das sie 1950 als erste Frau als Ehrenmitglied aufnahm, und von 1950 bis 1955 Vizepräsidentin des Schulrates der SRK-Fortbildungsschule für Krankenschwestern. 1955 wurde ihr für ihre Verdienste von der medizinischen Fakultät der Universität Zürich der Ehrendoktortitel verliehen.